# Philippe Luguy
Philippe Luguy nome di nascita Guy-Philippe Liéron (Parigi, 29 novembre 1948) è un fumettista francese.

## Biografia
Autodidatta nel disegno, a 18 anni incontra René Bonnet, René Pellos e Christian Godard, che lo consigliano e lo incoraggiano. Dopo aver pubblicato alcune strisce su Cols bleus, Frimousse, Princesse, lavora per riviste di piccolo formato (Akim, Kiwi, Lancelot) e per diversi giornali: Fripounet, Formule 1, Amis-Coop, ecc. Nel 1974 ha creato il fumetto Sylvio le Grillon per la rivista Pif Gadget, che è stata pubblicata fino al 1982.
Il suo primo album, Cyril et le Château des Mille Diamants, è stato pubblicato da Éditions Garnier nel 1977. In seguito ha lavorato con Pierre Le Guen, Christian Gaty, René Deynis e Lenvers, sotto lo pseudonimo di Five Stars, alla serie Albator, basata su una serie televisiva (5 album pubblicati da Éditions Dargaud tra il 1980 e il 1981). Nel 1980 lavora anche per la televisione francese, in programmi come L'Aventure des plantes, con Jean-Pierre Cuny e Jean-Marie Pelt, Les Quat'z'amis presentato dal conduttore Fabrice, Espace Fabbri con Jacques Fabbri e Bernard Mabille, Les Tibères con B. Deflandre e P. Vialet, Thalassa con William Garit e Georges Pernoud, ecc. L'anno successivo crea il fumetti Percevan, la sua serie più nota, sul giornale Gomme!
Nel 1981, alla morte di Jean-Claude Poirier, disegna 28 vignette per la marca di gomme da masticare Malabar1. La serie a cui ha partecipato si chiamava Epoque3 ed era composta da 54 vignette disegnate anche da Mic Delinx e Yannick Hodbert.

## Opere

### Percevan
sceneggiatura Jean Léturgie & Xavier Fauche (Glénat e Dargaud)
1. Les trois étoiles d'Ingaar (1982)
2. Le tombeau des glaces (1983)
3. L'Épée de Ganaël (1984)
4. Le pays d'Aslor (1985)
5. Le sablier d'El Jerada (1986)
6. Les clefs de feu (1988)
7. Les seigneurs de l'enfer (1992)
8. La table d'Émeraude (1995)
9. L'Arcantane Noire (1996)
10. Le Maître des Étoiles (1998)
11. Les Sceaux de l'Apocalypse (2001)
12. Le Septième Sceau (2004)
13. Les Terres sans Retour (2010)
14. Les Marches d'Eliandysse (2011)
15. Le Huitième Royaume (2013)

### Percevan Fuori collezione
1. Les Ombres de Malicorne (2005) (compresi i volumi dal n. 6 al n. 8)

### Gildwin
sceneggiatore Allan Toriel & Philippe Luguy (Jos)
1. Les Légendes Océanes (juin 2008)
2. Le Conteur Magnifique (à paraître début 2009)

### Sylvio
sceneggiatura Gilbert Lions

### MC Productions
1. La Menace du Trèfle Rouge (1988)

### Bernard Grange Editions
1. Petites Histoires Contre le Cafard (2004)
2. Coup de Cafard pour Jack (2005)
3. Jack le Cafard s'Emmêle (2005)
4. Jack en Fait des Montagnes (2006)

### Cyril
scénario Philippe Luguy

### Garnier
1. Le Château des Mille Diamants (1977)

### Karolyn
scénario Philippe Luguy
Dargaud
1. Le Château des Mille Diamants (1989)
2. Le Pays de la Solitude (1990) coscénariste Gilbert Lions

1. Les trois étoiles d'Ingaar (1982)
2. Le tombeau des glaces (1983)
3. L'Épée de Ganaël (1984)
4. Le pays d'Aslor (1985)
5. Le sablier d'El Jerada (1986)
6. Les clefs de feu (1988)
7. Les seigneurs de l'enfer (1992)
8. La table d'Émeraude (1995)
9. L'Arcantane Noire (1996)
10. Le Maître des Étoiles (1998)
11. Les Sceaux de l'Apocalypse (2001)
12. Le Septième Sceau (2004)
13. Les Terres sans Retour (2010)
14. Les Marches d'Eliandysse (2011)
15. Le Huitième Royaume (2013)

Percevan : Hors Collection
1. Les Ombres de Malicorne (2005) (regroupant les tomes #6 à #8)

Gildwin
scénario Allan Toriel & Philippe Luguy (Jos)
1. Les Légendes Océanes (juin 2008)
2. Le Conteur Magnifique (à paraître début 2009)

Sylvio
scénario Gilbert Lions
MC Productions
1. La Menace du Trèfle Rouge (1988)

Bernard Grange Editions
1. Petites Histoires Contre le Cafard (2004)
2. Coup de Cafard pour Jack (2005)
3. Jack le Cafard s'Emmêle (2005)
4. Jack en Fait des Montagnes (2006)

### Cyril
scénario Philippe Luguy

### Garnier
1. Le Château des Mille Diamants (1977)

### Karolyn
scénario Philippe Luguy

### Dargaud
1. Le Château des Mille Diamants (1989)
2. Le Pays de la Solitude (1990) co-sceneggiatore Gilbert Lions

## Premi
- 1985: Premio Betty Boop per il miglior album giovanile al Festival di Hyères[8] (Percevan)
- 1986: Premio del Pubblico al Festival di Belfort (Percevan)
- 1988: Premio Athis d'Or come miglior disegnatore ad Athis-Mons (Percevan).
- 1989: Premio della Gioventù al Festival di Creil (Sylvio)
- 1990: Premio del pubblico a Saint-Christole-lez-Ales (Karolyn)
- 1990: Premio della Gioventù al Festival di Blois (Percevan)
- 1992: Premio per il miglior fumetto per bambini al Festival di Kokfijde - Belgio (Percevan)